# Torpedni brodovi klase Shershen
Klasa Shershen je NATO oznaka za klasu sovjetskih torpednih brodova razvijenih 1960-ih godina. Sovjetska oznaka je Projekt 206 (rus. Проект 206

## Shersheni u JRM
Tijekom 1968. godine JRM nabavlja 4 TČ ove klase iz SSSR-a, dok je još 10 brodova izgrađeno po licenci u brodogradilištu u Kraljevici.
TČ 211 ( iz SSSR-a, građen 1965 godine)
TČ 212 ( iz SSSR-a, građen 1965 godine)
TČ 213 ( novogradnja 386, dovršen 1968 godine)
TČ 214 ( iz SSSR-a, građen 1965 godine)
TČ 215 ( iz SSSR-a, građen 1965 godine)
TČ 216 ( novogradnja 387, dovršen 1969 godine)
TČ 217 ( novogradnja 388, dovršen 1969 godine)
TČ 218 ( novogradnja 389, dovršen 1969 godine)
TČ 219 ( novogradnja 391, dovršen 1970 godine)
TČ 220 ( novogradnja 392, dovršen 1970 godine)
TČ 221 ( novogradnja 393, dovršen 1970 godine)
TČ 222 ( novogradnja 396, dovršen 1971 godine)
TČ 223 ( novogradnja 397, dovršen 1971 godine)
TČ 224 ( novogradnja 398, dovršen 1971 godine)